# پروژه تحقیقاتی تاریخ مشترک ژاپن و کره جنوبی
پروژه تحقیقاتی تاریخ مشترک ژاپن و کره جنوبی (انگلیسی: Japan–South Korea Joint History Research Project)، در نشست سران ژاپن-کره که در اکتبر ۲۰۰۱ برگزار شد، نخست‌وزیر وقت جونیچیرو کویزومی و سپس رئیس‌جمهور کیم دای جونگ بر روی ایجاد تیمی از کارشناسان در رابطه با روابط ژاپن و کره در تاریخ توافق کردند.
در ماه مه ۲۰۰۲، ژاپن و کره جنوبی مورخان متخصص از هر دو ملت را گرد هم آوردند تا «درک متقابل در مورد حقایق دقیق و شناخت تاریخ را ارتقا دهند.» در ابتدا، کارشناسان متعدد از هر کشور منابع متعددی را برای اعتبار و صحت گردآوری و ترجمه می‌کردند. کارشناسان ژاپن و کره تحقیقات مشترکی را از طریق تعدادی از گروه‌های کاری دوره‌های خاص انجام داده‌اند: تاریخ باستان، تاریخ قرون وسطی و مدرن، و تاریخ مدرن و معاصر.
با پیشرفت تحقیقات، اختلافات متعددی به آرامی به سوی حقایق دقیق توسط هر دو مورخ حل شد. دو نکته بسیار مهم که یکی از آنها حل شد، تاریخ قرن چهارم ژاپن و تاریخ مدرن بود.